# Heiliger Johannes Nepomuk (Oer-Erkenschwick)

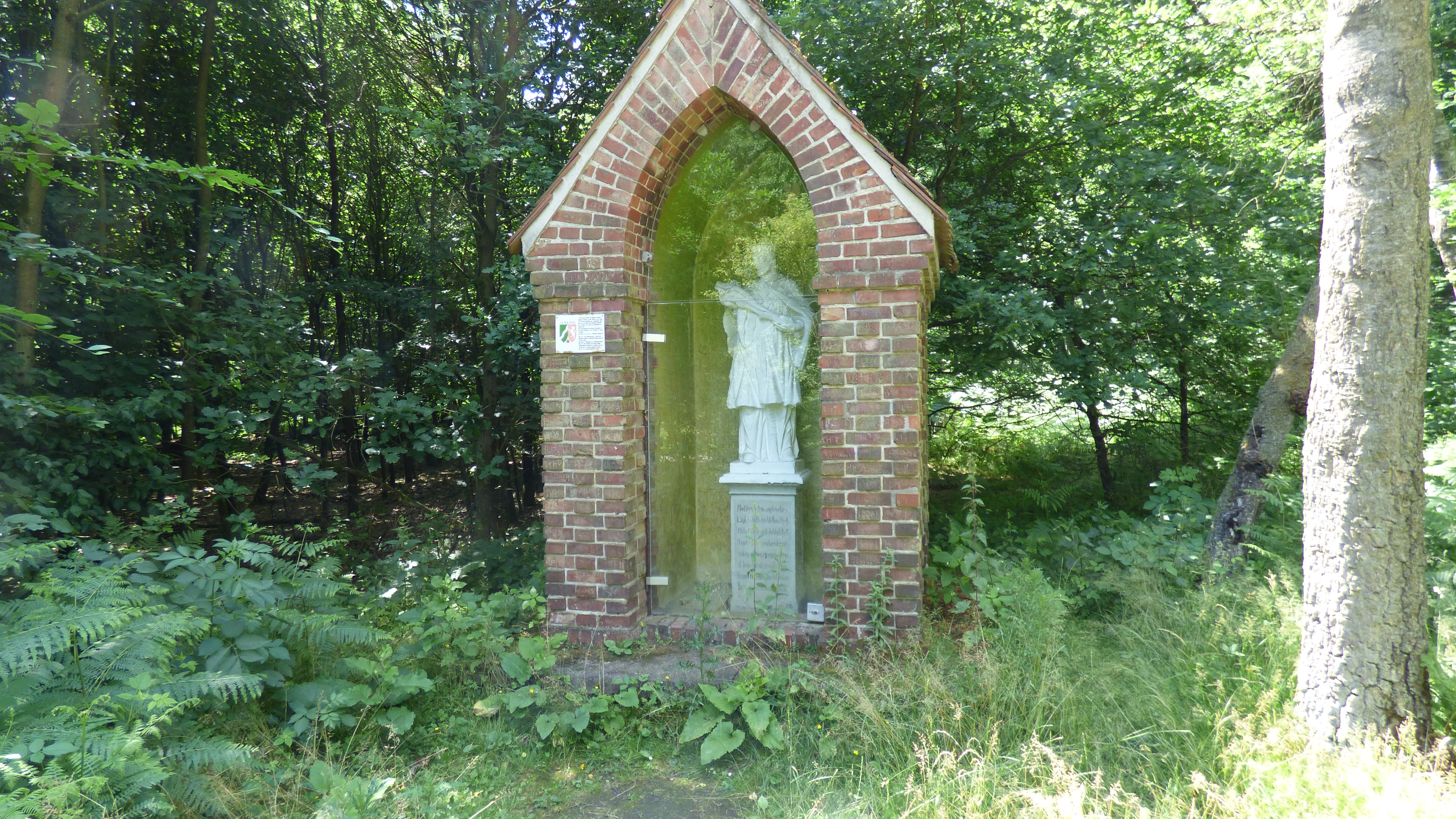
2015

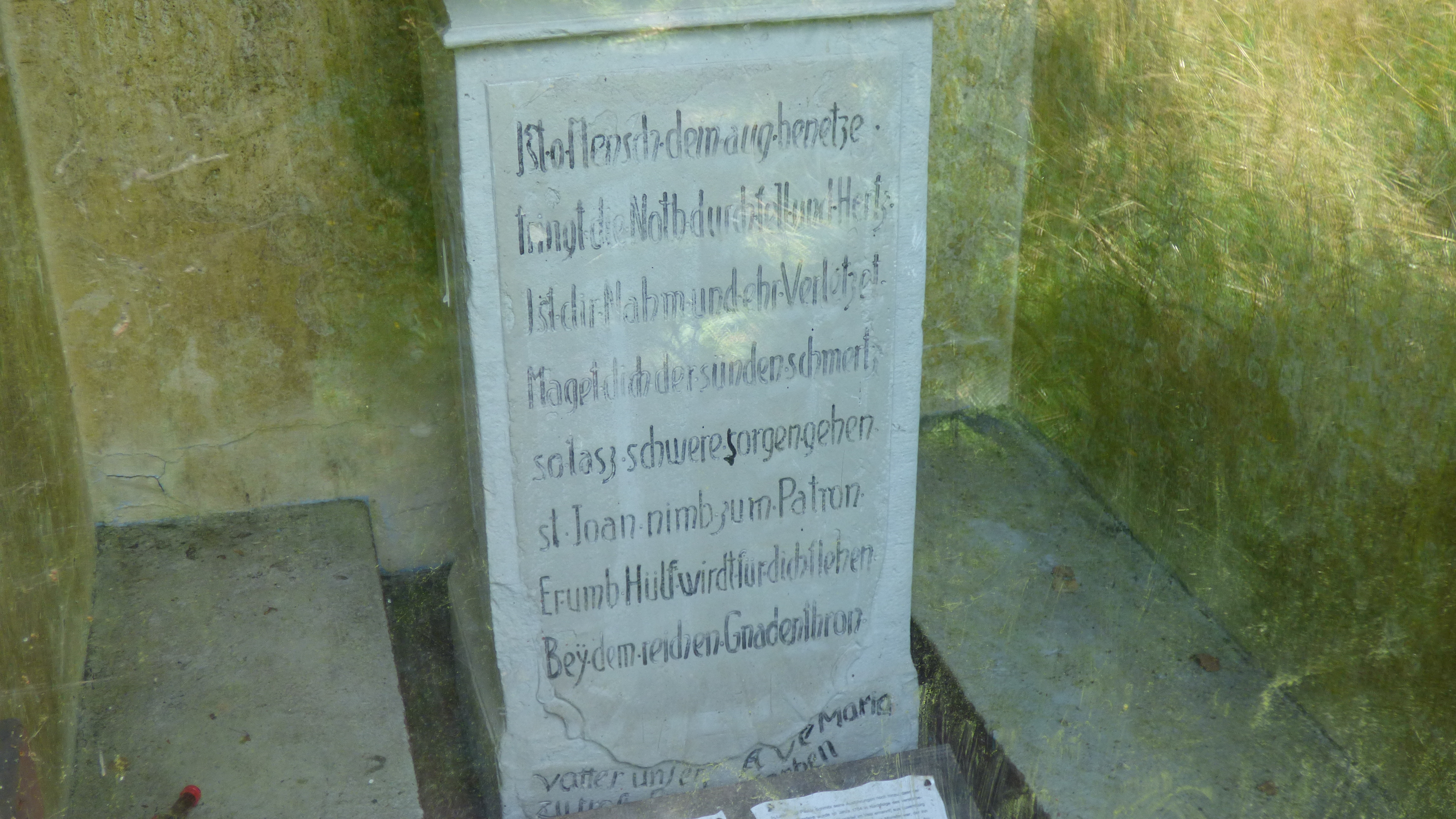
Text

Die Statue des Heiligen Johannes Nepomuk befindet sich in Oer-Erkenschwick an der Kreuzung der Wege nach Flaesheim, Ahsen, Haltern am See und Sinsen mitten in der Haard. Johannes Nepomuk war ein böhmischer Märtyrer. Das Standbild befindet sich hier seit 1766. Es wurde von der Witwe des Oberjägers Petrus Thomas Binsfeldt gestiftet, der hier von einem riesigen Hund angegriffen und tödlich verletzt worden sein soll.
Der Kriegerverein Oer ließ 1921 die kleine Kapelle errichten. Kapelle und Statue sind seit dem 9. Juni 1992 in die Liste der Baudenkmäler in Oer-Erkenschwick eingetragen. 2017 wurde die Statue saniert.
Die – zum Teil fehlerhaft restaurierte – Inschrift lautet:
„Ist o Mensch dein aug benetzet

tringt die Noth durch sell und Hertz

Ist dir Nahm und ehr Verletzet

Naget dich der sünden schmertz

so laß schwere sorgen gehen

st Joan nimb zum Patron

Er umb Hülf wirdt für dich flehen

Bey dem reichen Gnadenthron“